# 安德里茨公司
安德里茨公司（Andritz AG）是一家位於奧地利格拉茨安德里茨的機械製造公司。其名即來自總部所在的格拉茨行政區安德里茨。其產業分水力、造紙、金屬、分液和燃料五部分。

## 外部連結
- 官方网站